# Sutta piṭaka
Sutta piṭaka je največji od treh delov Pali kanona ali Tipiṭake. Vsebuje razprave ali sutte ki so zbrane v pet zbirk ali nikaj:
1. Dīgha nikaja - zbirka dolgih razprav (pali dīgha, 'dolgi'). Vsebuje tri vagge ali sekcije in 34 sutt.
2. Majjhima nikaja - zbirka srednjih razprav (pali majjhima, 'srednji'). Razdeljena na tri vagge in vsebuje 152 sutt.
3. Saṃyutta nikaja - 2889 kratkih sutt ki so združene v 56 samjutt (pali samyutta, 'skupina')
4. Aṅguttara nikaja - (pāli aṅga, 'faktor' + uttara = 'izza', 'naprej') razčlenjene razprave. Vsebuje 2400 sutt v enajstih skupinah imenovanih nipate, ki imajo numerično temo (enice, dvojice, ...).
5. Khuddaka nikaja - kratka zbirka (Pali khudda, 'manjši','nižji'). Sedem originalnih knjig potem pa odvisno od tradicije še več drugih knjig.[2]